# Общество украинцев в Финляндии
Общество «Украинцы Финляндии» (фин. Suomen Ukrainalaiset; укр. Українці Фінляндії) — культурная организация украинской диаспоры в Финляндии. Административно расположена в городе Турку.

## Общая информация
Общество представляет украинцев, постоянно проживающих в Финляндии, занимается сохранением украинской культуры, распространением знаний об Украине.
В состав Общества входят как украинцы, так и финны из разных городов Финляндии. Официальными языками Общества являются украинский и финский.
В рамках Общества действует кружок развития финского языка, украинский класс, а также спортивная секция.

## История
Общество было основано 19 ноября 2009 года.
В 2009 году члены общества приняли участие в Конгрессе «Woman’s power in the Nordic region», в проекте «Positiivinen erityiskohtelu paluumuuttoprosessissa-hanke», открыли полочку украинской литературы в библиотеке г. Турку. Представили Украину просмотром короткометражного фильма «Украина приглашает» на празднике в честь Дня Независимости Финляндии.
В 2010 году Обществом были проведены ряд акций в память о 24-й годовщине Чернобыльской катастрофы, среди которых была фотовыставка фотографа из Киева А. Марущенко, лекция Юлианы Биляковыч о Чернобыльской катастрофе., Также был проведен фестиваль «Украинская неделя».
2011 Общества провело мероприятия, посвященное памяти 25-й годовщины Чернобыльской аварии. Также было приняло участие в выставке Андрея Жолдака, в фестивале «Pikku Pietarin Piha», а также 16 сентября 2011 года под патронажем Посольства Украины в Финляндии, Киностудии им. Довженко и Общества Украинцев Финляндии состоялся «День Украинского Кино» в Главной Городской Библиотеке г. Турку.
В 2016 году Общество вместе с мэрией Турку открыли, на официальных началах, класс по изучению украинского языка и культуры для детей школьного возраста Турку и региона Турку. 